# 篠塚昭次
篠塚 昭次（しのづか しょうじ、1928年11月24日 - 2016年12月29日）は、日本の法学者。専門は、民法・不動産登記法・土地法。早稲田大学名誉教授。早稲田大学比較法研究所元所長。日本における不動産法のパイオニア。神奈川県出身。

## 略歴
- 1951年、早稲田大学法学部卒業。
- 1953年、大学院特別研究生修了。法学部助手。
- 1962年、法学部助教授（民法・土地法を担当）。
- 1962年、法学博士。学位論文の題は「賃借権の物権化と住居法の生成」[2][3]。
- 1967年、早稲田大学法学部教授。
- 1972年、早稲田大学比較法研究所所長に就任（~1976年）。
- 1978年、ドイツ・ゲオルク・アウグスト大学ゲッティンゲン客員教授。
- 1989年、イタリア・ローマ・ラ・サピエンツァ大学交換教授。
- 1993年、日本土地法学会理事長に就任。
- 1994年、中国・東呉比較法専修学院名誉教授。
- 1999年、早稲田大学定年退職。名誉教授[4]。
- 2016年、肺炎のため死去。

## 学説
- 不動産登記に公信力を認める。しかし、弟子の浦川道太郎、内田勝一、鎌田薫、吉田和夫らは通説的見解にしたがい、不動産登記の公信力を否定している。

## エピソード
- 和田小次郎・中村宗雄・野村平爾に相次いで師事。博士論文の主査には、五十嵐清が就いた[5]。
- 博士論文で北海道大学にて指導を受けた経緯から同大学法学部と早稲田大学法学部に浅からぬ縁ができたという[5]。

## 著書
- 『借地借家法の基本問題』日本評論新社 1962
- 『不動産法の常識』日本評論社 1970‐71
- 『論争民法学』全5巻　成文堂 1970‐81
- 『強きをくじく法律作戦』ごま書房 ゴマブックス 1974
- 『土地所有権と現代 歴史からの展望』日本放送出版協会 NHKブックス 1974
- 『注釈民法 2 債権』有斐閣新書 1977
- 『民法 よみかたとしくみ』有斐閣 1984
- 『民法口話 1 (民法総則)』有斐閣 1985
- 『民法口話 2 (物権法)』有斐閣 1986
- 『民法口話 4 (債権各論)』有斐閣 1989
- 『民法口話 3 (債権総論)』有斐閣 1993
- 『土地法口話』1‐2 三省堂 1998‐2000
- 『民法口話 5 (家族法)』有斐閣 1999

### 編共著
- 『不動産登記法講義』編 青林書院新社 1972
- 『民法を学ぶ 基本テーマの解説とゼミナール』水本浩共編 有斐閣選書 1972
- 『不動産法』鈴木禄弥共編 有斐閣 民法新教科書 1973
- 『借地・借家の基礎』吉永順作,瀬戸正義共編 青林書院新社 基礎法律学大系 1976
- 『判例コンメンタール 3－5 民法』編 三省堂 1977
- 『条例研究叢書 5 建築・都市開発条例,公営住宅条例』編 学陽書房 1979
- 『条解民法 1 総則・物権』編 三省堂 学説・判例整理シリーズ 1980
- 『民法講義ノート 4 債権総論』田山輝明共著 有斐閣新書 1980
- 『講義債権各論』前田達明共編 青林書院新社 1981
- 『講義債権総論』好美清光共編 青林書院新社 1981
- 『講義親族法・相続法』高木多喜男共編 青林書院新社 1981
- 『講義民法総則』石田喜久夫共編 青林書院新社 1981
- 『講義物権法・担保物権法』川井健共編 青林書院新社 1982
- 『条解民法 2-1 債権総論』編 三省堂 学説・判例整理シリーズ 1982
- 『条解民法 2-2 債権各論』編 三省堂 学説・判例整理シリーズ 1982
- 『境界の法律紛争 円満解決へのアドバイス』宮代洋一,佐伯剛共著 有斐閣選書 市民相談室シリーズ 1983
- 『都市の風景 日本とヨーロッパの緑農比較』宮本憲一,ヘルムート・フォン・イェンキス,早川和男,都市研究懇話会共編 三省堂選書 1987
- 『オリエンテーション法学部』板倉宏共著 有斐閣リブレ 1991
- 『新・判例コンメンタール民法』全9巻 前田達明共編 三省堂 1991‐93
- 『借地借家法 条文と解説』内田勝一,田山輝明,大西泰博共著 有斐閣 1992
- 『借地借家法の基礎知識』永田真三郎,吉永順作共編 青林書院 法律知識ライブラリー 1995‐96